# Espeja
Espeja é um município raiano da Espanha na província de Salamanca, comunidade autónoma de Castela e Leão, de área 98,40 km² com população de 287 habitantes (2007) e densidade populacional de 2,81 hab/km².
Limita a norte com o município de Gallegos de Argañán, com La Alamedilla e Puebla de Azaba a sul, a este com Ituero de Azaba, Campillo de Azaba e Carpio de Azaba e a oeste com Fontes de Onor e Almeida (Portugal).

## Demografia
| Variação demográfica do município entre 1991 e 2004 | Variação demográfica do município entre 1991 e 2004 | Variação demográfica do município entre 1991 e 2004 | Variação demográfica do município entre 1991 e 2004 |
| --------------------------------------------------- | --------------------------------------------------- | --------------------------------------------------- | --------------------------------------------------- |
| 1991                                                | 1996                                                | 2001                                                | 2004                                                |
| 343                                                 | 319                                                 | 294                                                 | 277                                                 |